# 王福春
王福春（1943年11月25日—2021年3月13日），男，黑龙江绥化人，中国铁路宣传工作者、摄影师。

## 生平
王福春3岁丧父，4岁丧母，从小由哥嫂带大。1963年入读哈尔滨铁路局绥化铁路机车司机学校。1965年在学校应征入伍，1970年复员后回到哈尔滨铁路局三棵树车辆段工作，担任车辆钳工。因为酷爱绘画而被调到工会担任宣传干事。1977年，王福春因一次给劳动模范拍宣传照的机会，在技术室借到了一台海鸥牌相机，自此踏上摄影之路。1980年代，他就读于哈尔滨师范大学摄影专业，曾任哈尔滨铁路科研所摄影师、编辑。他主要拍摄中国人在火车上旅行的照片，作品多为黑白影像，具有历史感和沧桑感，见证了改革开放后的社会变迁。
1996年，王福春获第三届中国摄影金像奖。2000年，应丹麦奥胡斯IMAGE形象艺术摄影展馆邀请，王福春挑选了自己部分作品，以“火车上的中国人”为名展出。2001年出版同名画册，2002年获得平遥国际摄影大展“中国优秀摄影师画册阿尔卡特大奖”金奖。2004年获平遥国际摄影大展“中国移动杯”中国优秀摄影师金奖。
2002年从哈尔滨迁居北京。2021年3月13日上午6点08分在北京逝世。

## 出版物
《火车上的中国人》《中国蒸汽机车》《黑土地》《东北人家》《东北人》《东北虎》《地铁里的中国人》《天路藏人》《中国人影像30年》等。